# Forstinning
Forstinning – miejscowość i gmina w Niemczech, w kraju związkowym Bawaria, w rejencji Górna Bawaria, w regionie Monachium, w powiecie Ebersberg. Leży około 12 km na północny zachód od Ebersberga, przy autostradzie A94 i drodze B12.

## Demografia
| Rok  | Liczba mieszk. |
| ---- | -------------- |
| 1970 | 2 069          |
| 1987 | 2 638          |
| 2000 | 3 225          |
| 2007 | 3 453          |

Dane o ludności z 31 grudnia 2008:
| Opis                                | Ogółem | Ogółem | Kobiety | Kobiety | Mężczyźni | Mężczyźni |
| ----------------------------------- | ------ | ------ | ------- | ------- | --------- | --------- |
| Jednostka                           | osób   | %      | osób    | %       | osób      | %         |
| Populacja                           | 3467   | 100    | 1747    | 50,39   | 1720      | 49,61     |
| Wiek przedprodukcyjny (0–17 lat)    | 763    | 22,01  | 386     | 11,13   | 377       | 10,87     |
| Wiek produkcyjny (18–65 lat)        | 2153   | 62,1   | 1089    | 31,41   | 1064      | 30,69     |
| Wiek poprodukcyjny (powyżej 65 lat) | 551    | 15,89  | 272     | 7,85    | 279       | 8,05      |

## Polityka
Wójtem gminy jest Arnold Schmidt z CSU, rada gminy składa się z 18 osób.
|      | CSU | SPD | ÜWG | Razem |
| 2008 | 8   | 3   | 5   | 16    |
| 2002 | 8   | 4   | 4   | 16    |